# لولا عبده
لولا عبده (15 فبراير 1920 - 16 يوليو 2002))، ممثلة وراقصة مصرية.

## حياتها الفنية
بدأت نشاطها الفني في النصف الثاني من الأربعينيات ورقصت ومثلت في العديد من الأفلام وقامت بأداء أدوارا ثانوية مساعدة غالبا دور راقصة في كباريه يصرف عليها البطل أمواله أو تأخذه من زوجته وقد مثلت في العديد من الأفلام دون أن ترقص. ومن أفلامها «صاحب بالين» عام 1946، «الزوجة السابعه» عام 1950، «دستة مناديل» عام 1954، «إنى راحلة» عام 1955، و«أرض النفاق» عام 1968.

## أفلامها
- 1946: صاحب بالين
- 1946: الخمسة جنيه
- 1947: كانت ملاكا
- 1949: بنت العمدة
- 1950: ظلموني الناس
- 1950: سيبوني أغني
- 1950: الزوجة السابعة
- 1950: أفراح
- 1951: وداعا يا غرامي
- 1951: فيروز هانم
- 1951: الدنيا حلوة
- 1951: أسرار الناس
- 1951: الخارج على القانون
- 1952: قليل البخت
- 1952: بشرة خير
- 1952: انتصار الإسلام
- 1952: الزهور الفاتنة
- 1953: مكتوب على الجبين
- 1953: نساء بلا رجال
- 1953: ماليش حد
- 1953: بلال مؤذن الرسول
- 1953: السيد البدوي
- 1953: الحب المكروه
- 1954: كدبة أبريل
- 1954: قلوب الناس
- 1954: علشان عيونك
- 1954: رقصة الوداع
- 1954: دستة مناديل
- 1954: إوعى تفكر
- 1954: الستات مايعرفوش يكدبوا
- 1955: عهد الهوى
- 1955: إني راحلة
- 1955: الله معنا
- 1956: أول غرام
- 1962: إنسى الدنيا
- 1968: أرض النفاق